# Никола Копоев
Никола Атанасов Копоев е български политик, деец на Вътрешната македоно-одринска революционна организация и на Българския земеделски народен съюз.

## Биография
Никола Копоев е роден на 5 юли 1878 година в бедно селско семейство в неврокопското село Горно Сингартия, което тогава е в Османската империя. Влиза във ВМОРО и участва активно в борбата на организацията срещу османската власт.
След освобождението на Неврокопско става член на БЗНС. Подкрепя борбата на съюза с ВМРО. В 1925 година е арестуван от полицията. След освобождението му е заловен от дейци на ВМРО и убит на улица „Комсала“.